# 临翔区
临翔区（佤语：Meng ling），是中华人民共和国云南省临沧市下属的唯一市辖区，為市政府駐地。全区面积2558平方千米，2020年总人口37.09万人，區人民政府駐凤翔街道。

## 历史
民国二年（1913年），改缅宁厅为缅宁县。1950年，缅宁县属大理专区。1952年改属缅宁专区。1954年7月，缅宁专区更名临沧专区，缅宁县更名临沧县。1959年，临沧县、双江县合并为临双县，年底恢复原建制。2003年12月26日，经国务院批准，撤销临沧地区，设立地级临沧市，撤销临沧县，设立临翔区。2004年10月18日举行临翔区成立庆典仪式。

## 行政区划
临翔区下辖2个街道办事处、1个镇、5个乡、2个民族乡：
凤翔街道、忙畔街道、博尚镇、南美拉祜族乡、蚂蚁堆乡、章驮乡、圈内乡、马台乡、邦东乡和平村彝族傣族乡。

## 经济
2022年，临翔区生产总值达200.06亿元，按可比价格计算，比上年增长3.8%。其中第一产业增加值32.23亿元，增长5.0%；第二产业增加值44.14亿元，增长5.0%；第三产业增加值123.69亿元，增长3.2%。三次产业结构为16.1∶22.1∶61.8。人均生产总值54,321元。城乡常住居民人均可支配收入分别为36,340元、15,292元。职工年平均工资101,533元。地方一般公共预算收入9.09亿元，人均2,468元。地方一般公共预算支出31.06亿元，人均8,434元。

## 人口
2020年第七次人口普查结果，临翔区总人口（常住人口）共有370,947人，城镇人口211,878人（占57.12%），乡村人口159,069人（占42.88%）。共有男性189,587人、女性181,360人，性别比为104.54。0—14岁人口共68,575人（占18.49%），15—59岁人口共251,423人（占67.78%），60岁及以上人口共50,949人（占13.73%），其中65岁及以上人口共36,468人（占9.83%）。大学专科学历及以上人口有51,229人，15岁以上的文盲有21,704人，占15岁以上人口的7.18%。

## 交通

### 公路
- 天猴高速、 214国道、 323国道过境。

### 鐵路
- 临沧站：大临鐵路

### 航空
- 临沧机场